# Liste der Kulturdenkmale in Berlin-Oberschöneweide

Lage von Oberschöneweide in Berlin

In der Liste der Kulturdenkmale von Oberschöneweide sind die Kulturdenkmale des Berliner Ortsteils Oberschöneweide im Bezirk Treptow-Köpenick aufgeführt.

## Denkmalbereiche (Ensembles)
| Nr.      | Lage                                                      | Offizielle Bezeichnung                                                                | Beschreibung                                                           | Bild                                        |
| -------- | --------------------------------------------------------- | ------------------------------------------------------------------------------------- | ---------------------------------------------------------------------- | ------------------------------------------- |
| 09020089 | Firlstraße 17/25 Kottmeierstraße 2/4 Plönzeile 1–7 (Lage) | Schulkomplex und Turnhallen Gesamtanlagen siehe: Firlstraße 23/25 Kottmeierstraße 2/4 | Weiterer Bestandteil des Ensembles:                                    | Weiterer Bestandteil des Ensembles:         |
| 09020089 | Firlstraße 17/25 Kottmeierstraße 2/4 Plönzeile 1–7 (Lage) | Schulkomplex und Turnhallen Gesamtanlagen siehe: Firlstraße 23/25 Kottmeierstraße 2/4 | 09020094 – Plönzeile 7, Lyzeum und Amtshaus 1904–1905 von Paul Gerking | Plönzeile 4. Gemeindeschule Oberschöneweide |

## Denkmalbereiche (Gesamtanlagen)
| Nr.      | Lage | Offizielle Bezeichnung                                                                            | Beschreibung | Bild                                     |
| -------- | --- | ------------------------------------------------------------------------------------------------- | --- | ---------------------------------------- |
| 09020095 | An der Wuhlheide (Lage) | Wasserwerk Wuhlheide, mit Werksgarten                                                             | Wohnhaus für Betriebsleiter, 1911–1912 von Gustav Ziesemann |                                          |
| 09020095 | An der Wuhlheide (Lage) | Wasserwerk Wuhlheide, mit Werksgarten                                                             | Doppelreinwasserbehälter, 1913–1916 von Ziesemann |                                          |
| 09020095 | An der Wuhlheide (Lage) | Wasserwerk Wuhlheide, mit Werksgarten                                                             | Wohnhaus für Maschinenverwalter, 1913–1914 von Ziesemann |                                          |
| 09020095 | An der Wuhlheide (Lage) | Wasserwerk Wuhlheide, mit Werksgarten                                                             | Maschinenhaus, 1912–1914 von Ziesemann, Gottlieb Tesch |                                          |
| 09020095 | An der Wuhlheide (Lage) | Wasserwerk Wuhlheide, mit Werksgarten                                                             | Belüftergebäude, 1912–1914 von Ziesemann |                                          |
| 09020095 | An der Wuhlheide (Lage) | Wasserwerk Wuhlheide, mit Werksgarten                                                             | Filterhäuser, 1913–1916 von Ziesemann |                                          |
| 09020095 | An der Wuhlheide (Lage) | Wasserwerk Wuhlheide, mit Werksgarten                                                             | Verwaltungsgebäude, 1913–1914 von Ziesemann |                                          |
| 09020095 | An der Wuhlheide (Lage) | Wasserwerk Wuhlheide, mit Werksgarten                                                             | Werksgarten |                                          |
| 09020078 | An der Wuhlheide 131A (Lage) | Waldfriedhof Oberschöneweide                                                                      | Friedhofskapelle, 1903–1904 von Max Stutterheim |                                          |
| 09020078 | An der Wuhlheide 131A (Lage) | Waldfriedhof Oberschöneweide                                                                      | Friedhofsverwaltung, 1903–1904 von Max Stutterheim |                                          |
| 09020078 | An der Wuhlheide 131A (Lage) | Waldfriedhof Oberschöneweide                                                                      | Leichenhalle, 1908 von J. Th. Hamacher und 1925 von Gaedicke |                                          |
| 09020078 | An der Wuhlheide 131A (Lage) | Waldfriedhof Oberschöneweide                                                                      | Grabstätte Rathenau, 1903–1904 von Alfred Messel |                                          |
| 09020078 | An der Wuhlheide 131A (Lage) | Waldfriedhof Oberschöneweide                                                                      | Grabstätte Deul, 1904 |                                          |
| 09020078 | An der Wuhlheide 131A (Lage) | Waldfriedhof Oberschöneweide                                                                      | Grabstätte König, 1904 von Max Stutterheim |                                          |
| 09020078 | An der Wuhlheide 131A (Lage) | Waldfriedhof Oberschöneweide                                                                      | Grabstätte Engel, 1905 von Franz Feuerhardt; bronzene Figurengruppe 1909 von Heinrich Koch |                                          |
| 09020078 | An der Wuhlheide 131A (Lage) | Waldfriedhof Oberschöneweide                                                                      | Grabstätte Weber, um 1910 |                                          |
| 09020078 | An der Wuhlheide 131A (Lage) | Waldfriedhof Oberschöneweide                                                                      | Grabstätte Kühn, 1911 |                                          |
| 09020078 | An der Wuhlheide 131A (Lage) | Waldfriedhof Oberschöneweide                                                                      | Grabstätte Noack, 1916 |                                          |
| 09020078 | An der Wuhlheide 131A (Lage) | Waldfriedhof Oberschöneweide                                                                      | Grabstätte Benz, 1914 |                                          |
| 09020078 | An der Wuhlheide 131A (Lage) | Waldfriedhof Oberschöneweide                                                                      | Grabstätte Müller, 1919 |                                          |
| 09020078 | An der Wuhlheide 131A (Lage) | Waldfriedhof Oberschöneweide                                                                      | Grabstätte Lehmann, 1919 |                                          |
| 09020078 | An der Wuhlheide 131A (Lage) | Waldfriedhof Oberschöneweide                                                                      | Grabstätte Peierls, 1921 |                                          |
| 09020078 | An der Wuhlheide 131A (Lage) | Waldfriedhof Oberschöneweide                                                                      | Grabstätte Papenfuß, 1927 |                                          |
| 09020078 | An der Wuhlheide 131A (Lage) | Waldfriedhof Oberschöneweide                                                                      | Grabstätte Lehmann, 1928 |                                          |
| 09020078 | An der Wuhlheide 131A (Lage) | Waldfriedhof Oberschöneweide                                                                      | Grabstätte Nordquist, um 1930 |                                          |
| 09020078 | An der Wuhlheide 131A (Lage) | Waldfriedhof Oberschöneweide                                                                      | Grabstätte Temmler, 1930 von Freymann |                                          |
| 09020078 | An der Wuhlheide 131A (Lage) | Waldfriedhof Oberschöneweide                                                                      | Gemeinschaftsgrab Opfer des Faschismus, 1950 |                                          |
| 09020144 | Edisonstraße 30–33 Roedernstraße 17–20 Zeppelinstraße 1/9 (Lage) | Wohnanlage                                                                                        | 1929–1930 von Willy Mühlau |                                          |
| 09020086 | Edisonstraße 63 Wilhelminenhofstraße 87 (Lage) | Lampenfabrik Frister, Spreehöfe                                                                   | 1897–1900 und 1911–1913 aufgestockt von R. Guthmann Nachfahren |                                          |
| 09020086 | Edisonstraße 63 Wilhelminenhofstraße 87 (Lage) | Lampenfabrik Frister, Spreehöfe                                                                   | Erweiterungsbau, 1916–1917 |                                          |
| 09020146 | Firlstraße 10/14 Zeppelinstraße 122/124 (Lage) | Wohnanlage                                                                                        | 1929–1930 von Willy Mühlau, besteht aus 4 Einheiten |                                          |
| 09020090 | Firlstraße 23/25 Plönzeile 1 (Lage) | 4. Gemeindeschule Oberschöneweide Bestandteil des Ensembles Bestandteil des Ensembles: Firlstraße | 1897–1900 |                                          |
| 09020090 | Firlstraße 23/25 Plönzeile 1 (Lage) | 4. Gemeindeschule Oberschöneweide Bestandteil des Ensembles Bestandteil des Ensembles: Firlstraße | Turnhalle, 1897–1900 |                                          |
| 09020148 | Fuststraße 30/50 Edisonstraße 36–36B (Lage) | Wohnanlage                                                                                        | 1929–1931 von Willy Mühlau |                                          |
| 09020149 | Goethestraße 7/17 Parsevalstraße 6/14 (Lage) | Wohnanlage                                                                                        | 1929–1930 von M. W. Baars |                                          |
| 09020152 | Griechische Allee 9 Antoniuskirchstraße 5, Roedernstraße 1–2 (Lage)                                                                                                   | Kath. St. Antonius-Kirche mit Gemeindehaus                                                        | 1906–1908 von Wilhelm Fahlbusch; Turmdach, 1977 |                                          |
| 09020152 | Griechische Allee 9 Antoniuskirchstraße 5, Roedernstraße 1–2 (Lage)                                                                                                   | Kath. St. Antonius-Kirche mit Gemeindehaus                                                        | Pfarramt, 1906–1908 von Wilhelm Fahlbusch |                                          |
| 09020155 | Helmholtzstraße 5/7/9 (Lage) | Mietshäuser und Ateliergebäude                                                                    | Nr. 5, 1903 mit Gartenhof (siehe Gartendenkmal Helmholtzstraße 5) |                                          |
| 09020155 | Helmholtzstraße 5/7/9 (Lage) | Mietshäuser und Ateliergebäude                                                                    | Ateliergebäude |                                          |
| 09020155 | Helmholtzstraße 5/7/9 (Lage) | Mietshäuser und Ateliergebäude                                                                    | Nr. 7, 1904–1905 von Max Stutterheim |                                          |
| 09020155 | Helmholtzstraße 5/7/9 (Lage) | Mietshäuser und Ateliergebäude                                                                    | Nr. 9, 1907 von Max Stutterheim |                                          |
| 09020155 | Helmholtzstraße 5/7/9 (Lage) | Mietshäuser und Ateliergebäude                                                                    | Hofgebäude |                                          |
| 09020092 | Kottmeierstraße 2/4 Firlstraße 17 (Lage) | 1. Gemeindeschule Oberschöneweide Bestandteil des Ensembles: Firlstraße                           | 1908 von J. Th. Hamacher |                                          |
| 09020092 | Kottmeierstraße 2/4 Firlstraße 17 (Lage) | 1. Gemeindeschule Oberschöneweide Bestandteil des Ensembles: Firlstraße                           | Doppelturnhalle, 1927 von Gaedicke |                                          |
| 09020102 | Nalepastraße 18/50 (Lage) | Rundfunkzentrum Nalepastraße                                                                      | Funkhaus, 1951–1954 von Franz Ehrlich und Gerhard Probst |                                          |
| 09020102 | Nalepastraße 18/50 (Lage) | Rundfunkzentrum Nalepastraße                                                                      | Studiogebäude, 1951–1956 von Franz Ehrlich und Gerhard Probst | Großer Sendesaal 1                       |
| 09020102 | Nalepastraße 18/50 (Lage) | Rundfunkzentrum Nalepastraße                                                                      | Kantine, 1951–1956 von Franz Ehrlich und Gerhard Probst |                                          |
| 09020102 | Nalepastraße 18/50 (Lage) | Rundfunkzentrum Nalepastraße                                                                      | Werkstatt und Garagengebäude, 1951–1956 von Franz Ehrlich und Gerhard Probst |                                          |
| 09020102 | Nalepastraße 18/50 (Lage) | Rundfunkzentrum Nalepastraße                                                                      | Pförtnerhäuschen, 1951–1956 von Franz Ehrlich und Gerhard Probst |                                          |
| 09020161 | Ostendstraße 1–8 Wilhelminenhofstraße (Lage) | Nationale Automobil-Gesellschaft, Industrieanlage                                                 | Produktions- und Verwaltungsgebäude, 1913–1917 von Peter Behrens | Wasserturm mit Verwaltungsbau            |
| 09020161 | Ostendstraße 1–8 Wilhelminenhofstraße (Lage) | Nationale Automobil-Gesellschaft, Industrieanlage                                                 | zweischiffige Montagehalle, 1913–1917 von Peter Behrens |                                          |
| 09020161 | Ostendstraße 1–8 Wilhelminenhofstraße (Lage) | Nationale Automobil-Gesellschaft, Industrieanlage                                                 | Wagen-Reparaturhalle, ab 1936–1937 |                                          |
| 09020161 | Ostendstraße 1–8 Wilhelminenhofstraße (Lage) | Nationale Automobil-Gesellschaft, Industrieanlage                                                 | Produktionsbau (Bauteil D), 1941–1942 von Jacob Schallenberger und Paul Schmidt |                                          |
| 09020161 | Ostendstraße 1–8 Wilhelminenhofstraße (Lage) | Nationale Automobil-Gesellschaft, Industrieanlage                                                 | Werk für Fernsehelektronik (WF), s/w-Bildröhrenwerk (Bauteile F, E, G), 1955–1963 |                                          |
| 09020161 | Ostendstraße 1–8 Wilhelminenhofstraße (Lage) | Nationale Automobil-Gesellschaft, Industrieanlage                                                 | Förderbrücke, 1974–1976 |                                          |
| 09020161 | Ostendstraße 1–8 Wilhelminenhofstraße (Lage) | Nationale Automobil-Gesellschaft, Industrieanlage                                                 | Wandbild „Die Frau in der sozialistischen Produktion“, 1965 von Bruno Bernitz |                                          |
| 09020106 | Rummelsburger Landstraße 2, 12 Nalepastraße (Lage) | Kraftwerk Rummelsburg                                                                             | Maschinenhaus, 1906–1908 von Baubüro der Berliner Elektrizitätswerke |                                          |
| 09020106 | Rummelsburger Landstraße 2, 12 Nalepastraße (Lage) | Kraftwerk Rummelsburg                                                                             | Betriebsgebäudeanbau und Pförtnerhaus |                                          |
| 09020106 | Rummelsburger Landstraße 2, 12 Nalepastraße (Lage) | Kraftwerk Rummelsburg                                                                             | Erweiterungsbauten, 1925–1929 von Hans Müller |                                          |
| 09020106 | Rummelsburger Landstraße 2, 12 Nalepastraße (Lage) | Kraftwerk Rummelsburg                                                                             | Zu- und Ablaufkanal für Kühlung |                                          |
| 09020106 | Rummelsburger Landstraße 2, 12 Nalepastraße (Lage) | Denkmalverlust: Kesselhaus & Retortenhaus                                                         | Kesselhaus erbaut 1906–1910 von Hans Heinrich Müller, Umbau 1925–1927 Abriss im Jahre 2000 wegen Einsturzgefahr |                                          |
| 09020186 | Wilhelminenhofstraße 6 (Lage) | Miethaus Lehmann                                                                                  | Eingangsportal, 1894 von Heinrich Lehmann |                                          |
| 09020186 | Wilhelminenhofstraße 6 (Lage) | Miethaus Lehmann                                                                                  | Festsaal bzw. Gartensaal im Seitenflügel, 1902 von Heinrich Lehmann |                                          |
| 09020186 | Wilhelminenhofstraße 6 (Lage) | Miethaus Lehmann                                                                                  | Gartenhof mit Springbrunnen |                                          |
| 09020164 | Wilhelminenhofstraße 21–23 (Lage) | Mietshäuser                                                                                       | 1897 von Rudolf Goltsch |                                          |
| 09020164 | Wilhelminenhofstraße 21–23 (Lage) | Mietshäuser                                                                                       | Hinterhofgebäude in der Nr. 21 |                                          |
| 09020112 | Wilhelminenhofstraße 66–70 Ostendstraße 30–35 (Lage) | Akkumulatorenfabrik (BAE Batterien)                                                               | Verwaltungsgebäude, 1899 von Emil Schütze |                                          |
| 09020112 | Wilhelminenhofstraße 66–70 Ostendstraße 30–35 (Lage) | Akkumulatorenfabrik (BAE Batterien)                                                               | Beamtenwohnhaus, 1906 von Emil Schütze mit Einfriedung und Werkstor |                                          |
| 09020112 | Wilhelminenhofstraße 66–70 Ostendstraße 30–35 (Lage) | Akkumulatorenfabrik (BAE Batterien)                                                               | Gebäude der Arbeiterwohlfahrt, 1912–1913 von Felix Lindhorst In der DDR-Zeit diente das Haus als Kulturhaus des VEB Werk für Fernsehelektronik                                                                      |                                          |
| 09020112 | Wilhelminenhofstraße 66–70 Ostendstraße 30–35 (Lage) | Akkumulatorenfabrik (BAE Batterien)                                                               | Direktorenwohnhaus, 1913–1914 von A. Winkler |                                          |
| 09020112 | Wilhelminenhofstraße 66–70 Ostendstraße 30–35 (Lage) | Akkumulatorenfabrik (BAE Batterien)                                                               | Einbauhalle, 1925–1926 von Jean Krämer |                                          |
| 09020112 | Wilhelminenhofstraße 66–70 Ostendstraße 30–35 (Lage) | Akkumulatorenfabrik (BAE Batterien)                                                               | Einfriedung und Pforte |                                          |
| 09020314 | Wilhelminenhofstraße 75–77 Ernst-Ziesel-Straße 1 Johannes-Kraaz-Straße 9, 11, 14 Osmar-Klemm-Straße 1, 2 Paul-Troop-Straße 9, 11 Peter-Behrens-Straße 1, 2, 15 (Lage) | AEG-Kabelwerk Oberspree                                                                           | 1895 von Emil Rathenau der AEG begründet | 1895 von Emil Rathenau der AEG begründet |
| 09020314 | Wilhelminenhofstraße 75–77 Ernst-Ziesel-Straße 1 Johannes-Kraaz-Straße 9, 11, 14 Osmar-Klemm-Straße 1, 2 Paul-Troop-Straße 9, 11 Peter-Behrens-Straße 1, 2, 15 (Lage) | AEG-Kabelwerk Oberspree                                                                           | Hallenblock I (KWO 8) mit Kesselhaus I, 1897–1899 von Paul Tropp, Giebel erneuert 1928 von Ernst Ziesel, 1941 |                                          |
| 09020314 | Wilhelminenhofstraße 75–77 Ernst-Ziesel-Straße 1 Johannes-Kraaz-Straße 9, 11, 14 Osmar-Klemm-Straße 1, 2 Paul-Troop-Straße 9, 11 Peter-Behrens-Straße 1, 2, 15 (Lage) | AEG-Kabelwerk Oberspree                                                                           | Gebäude A 1 (Fabrik für Isoliermaterial), 1898 von Paul Tropp |                                          |
| 09020314 | Wilhelminenhofstraße 75–77 Ernst-Ziesel-Straße 1 Johannes-Kraaz-Straße 9, 11, 14 Osmar-Klemm-Straße 1, 2 Paul-Troop-Straße 9, 11 Peter-Behrens-Straße 1, 2, 15 (Lage) | AEG-Kabelwerk Oberspree                                                                           | Gebäude A 5 (Kantine), 1899–1900 von Johannes Kraaz, Straßenfront 1925 |                                          |
| 09020314 | Wilhelminenhofstraße 75–77 Ernst-Ziesel-Straße 1 Johannes-Kraaz-Straße 9, 11, 14 Osmar-Klemm-Straße 1, 2 Paul-Troop-Straße 9, 11 Peter-Behrens-Straße 1, 2, 15 (Lage) | AEG-Kabelwerk Oberspree                                                                           | Gebäude A (Drahtfabrik)(KWO 10), 1897 von Paul Tropp |                                          |
| 09020314 | Wilhelminenhofstraße 75–77 Ernst-Ziesel-Straße 1 Johannes-Kraaz-Straße 9, 11, 14 Osmar-Klemm-Straße 1, 2 Paul-Troop-Straße 9, 11 Peter-Behrens-Straße 1, 2, 15 (Lage) | AEG-Kabelwerk Oberspree                                                                           | Gebäude A 6 (Verwaltungsgebäude), 1897–1898 von Paul Tropp |                                          |
| 09020314 | Wilhelminenhofstraße 75–77 Ernst-Ziesel-Straße 1 Johannes-Kraaz-Straße 9, 11, 14 Osmar-Klemm-Straße 1, 2 Paul-Troop-Straße 9, 11 Peter-Behrens-Straße 1, 2, 15 (Lage) | AEG-Kabelwerk Oberspree                                                                           | Hallenblock II (KWO 24) mit Kesselhaus II, Kopfbau und überlieferten Hallenschiffen, 1903 von Gottfried Klemm, Teilabriss 1995                                                                                      |                                          |
| 09020314 | Wilhelminenhofstraße 75–77 Ernst-Ziesel-Straße 1 Johannes-Kraaz-Straße 9, 11, 14 Osmar-Klemm-Straße 1, 2 Paul-Troop-Straße 9, 11 Peter-Behrens-Straße 1, 2, 15 (Lage) | AEG-Kabelwerk Oberspree                                                                           | Gebäude A 2 (KWO 13), 1904–1905 von W.O. Klemm, Kopfbau um 1910, Mansarddach durch Tonnendach ersetzt 1999 |                                          |
| 09020314 | Wilhelminenhofstraße 75–77 Ernst-Ziesel-Straße 1 Johannes-Kraaz-Straße 9, 11, 14 Osmar-Klemm-Straße 1, 2 Paul-Troop-Straße 9, 11 Peter-Behrens-Straße 1, 2, 15 (Lage) | AEG-Kabelwerk Oberspree                                                                           | Gebäude A 4 (KWO 25), 1905 von W.O. Klemm, verlängert 1911–1912, Aufstockung 1924 von Jean Krämer |                                          |
| 09020314 | Wilhelminenhofstraße 75–77 Ernst-Ziesel-Straße 1 Johannes-Kraaz-Straße 9, 11, 14 Osmar-Klemm-Straße 1, 2 Paul-Troop-Straße 9, 11 Peter-Behrens-Straße 1, 2, 15 (Lage) | AEG-Kabelwerk Oberspree                                                                           | Hallenblock V (KWO 68), 1899–1900 von W.O. Klemm, Anbau von Hallenschiffen 1928 von Ernst Ziesel |                                          |
| 09020314 | Wilhelminenhofstraße 75–77 Ernst-Ziesel-Straße 1 Johannes-Kraaz-Straße 9, 11, 14 Osmar-Klemm-Straße 1, 2 Paul-Troop-Straße 9, 11 Peter-Behrens-Straße 1, 2, 15 (Lage) | AEG-Kabelwerk Oberspree                                                                           | Hallenblock IX (Gummischlauchfabrik), 1899–1900 von W.O. Klemm, 1915 |                                          |
| 09020314 | Wilhelminenhofstraße 75–77 Ernst-Ziesel-Straße 1 Johannes-Kraaz-Straße 9, 11, 14 Osmar-Klemm-Straße 1, 2 Paul-Troop-Straße 9, 11 Peter-Behrens-Straße 1, 2, 15 (Lage) | AEG-Kabelwerk Oberspree                                                                           | Laboratorium, 1916 von W.O. Klemm |                                          |
| 09020314 | Wilhelminenhofstraße 75–77 Ernst-Ziesel-Straße 1 Johannes-Kraaz-Straße 9, 11, 14 Osmar-Klemm-Straße 1, 2 Paul-Troop-Straße 9, 11 Peter-Behrens-Straße 1, 2, 15 (Lage) | AEG-Kabelwerk Oberspree                                                                           | Gebäude A 3 (Lager), 1910–1911 von W.O. Klemm |                                          |
| 09020314 | Wilhelminenhofstraße 75–77 Ernst-Ziesel-Straße 1 Johannes-Kraaz-Straße 9, 11, 14 Osmar-Klemm-Straße 1, 2 Paul-Troop-Straße 9, 11 Peter-Behrens-Straße 1, 2, 15 (Lage) | AEG-Kabelwerk Oberspree                                                                           | Hallenblock IV (Preß- und Stanzwerk), 1916 von Peter Behrens |                                          |
| 09020314 | Wilhelminenhofstraße 75–77 Ernst-Ziesel-Straße 1 Johannes-Kraaz-Straße 9, 11, 14 Osmar-Klemm-Straße 1, 2 Paul-Troop-Straße 9, 11 Peter-Behrens-Straße 1, 2, 15 (Lage) | AEG-Kabelwerk Oberspree                                                                           | Hafenkran, 1950 mit Aufbau von 1966 |                                          |
| 09020314 | Wilhelminenhofstraße 75–77 Ernst-Ziesel-Straße 1 Johannes-Kraaz-Straße 9, 11, 14 Osmar-Klemm-Straße 1, 2 Paul-Troop-Straße 9, 11 Peter-Behrens-Straße 1, 2, 15 (Lage) | AEG-Kabelwerk Oberspree                                                                           | Gebäude A 9 (Direktorenwohnhaus) mit Villengarten, 1901–1902 von Johannes Kraaz, Anbau 1906 & 1913 | Villa Rathenau Oberschöneweide           |
| 09020314 | Wilhelminenhofstraße 75–77 Ernst-Ziesel-Straße 1 Johannes-Kraaz-Straße 9, 11, 14 Osmar-Klemm-Straße 1, 2 Paul-Troop-Straße 9, 11 Peter-Behrens-Straße 1, 2, 15 (Lage) | AEG-Kabelwerk Oberspree                                                                           | Akkumulatorenturm, 1915 |                                          |
| 09020314 | Wilhelminenhofstraße 75–77 Ernst-Ziesel-Straße 1 Johannes-Kraaz-Straße 9, 11, 14 Osmar-Klemm-Straße 1, 2 Paul-Troop-Straße 9, 11 Peter-Behrens-Straße 1, 2, 15 (Lage) | Denkmalverlust: Gebäude A 8, Hallen und Brücke                                                    | Gebäude A 8 (Fernmeldekabelfabrik), 1927–1928 von Ernst Ziesel und Gerhard Mensch errichtet; Zeugnis der frühen Stockwerksfabriken in Stahlskelettbauweise; Abriss 2006 wegen Ölverseuchung und schwacher Bauträger |                                          |
| 09020314 | Wilhelminenhofstraße 75–77 Ernst-Ziesel-Straße 1 Johannes-Kraaz-Straße 9, 11, 14 Osmar-Klemm-Straße 1, 2 Paul-Troop-Straße 9, 11 Peter-Behrens-Straße 1, 2, 15 (Lage) | Denkmalverlust: Gebäude A 8, Hallen und Brücke                                                    | Hallenblöcke III, VI & VII, 1996 abgetragen |                                          |
| 09020314 | Wilhelminenhofstraße 75–77 Ernst-Ziesel-Straße 1 Johannes-Kraaz-Straße 9, 11, 14 Osmar-Klemm-Straße 1, 2 Paul-Troop-Straße 9, 11 Peter-Behrens-Straße 1, 2, 15 (Lage) | Denkmalverlust: Gebäude A 8, Hallen und Brücke                                                    | Schwenkbrücke, von 1922; 1996 abgetragen |                                          |
| 09020314 | Wilhelminenhofstraße 75–77 Ernst-Ziesel-Straße 1 Johannes-Kraaz-Straße 9, 11, 14 Osmar-Klemm-Straße 1, 2 Paul-Troop-Straße 9, 11 Peter-Behrens-Straße 1, 2, 15 (Lage) | Denkmalverlust: Gebäude A 8, Hallen und Brücke                                                    | Spreehalle, 1958–1961, Denkmalstatus aberkannt, jetzt Haus G (Mensa) der HTW |                                          |
| 09020338 | Wilhelminenhofstraße 76 (Lage) | Kraftwerk Oberspree                                                                               | Maschinenhalle, 1895–1897 von Paul Tropp, Umbau der Fronten 1912–1913 |                                          |
| 09020338 | Wilhelminenhofstraße 76 (Lage) | Kraftwerk Oberspree                                                                               | Kesselhaus mit drei Schornsteinen, 1895–1905 |                                          |
| 09020338 | Wilhelminenhofstraße 76 (Lage) | Kraftwerk Oberspree                                                                               | Turbinenhalle, 1905 |                                          |
| 09020117 | Wilhelminenhofstraße 78 Lauffener Straße (Lage) | Abspannwerk Oberspree                                                                             | Transformatorenhaus, 1912, kubischer Bau angefügt 1927, Verlängerung 1933 |                                          |
| 09020117 | Wilhelminenhofstraße 78 Lauffener Straße (Lage) | Abspannwerk Oberspree                                                                             | Schalthaus, 1933 von Hans H. Müller |                                          |
| 09020117 | Wilhelminenhofstraße 78 Lauffener Straße (Lage) | Abspannwerk Oberspree                                                                             | Phasenschieberhalle, 1937 von BEWAG |                                          |
| 09020121 | Wilhelminenhofstraße 83–85 Edisonstraße 1–8 (Lage) | Deutsche Niles-Werkzeugmaschinenfabrik, später AEG-Transformatorenfabrik Oberschöneweide          | Montage- und Maschinenhalle (Nr. 33, 34) und Kernmacherei mit Kopfbau (Nr. 29,30), 1898–99 von Paul Tropp, Umbau 1928–29 durch Ernst Ziesel und 1940 durch Paul Sellmann (Lage)                                     |                                          |
| 09020121 | Wilhelminenhofstraße 83–85 Edisonstraße 1–8 (Lage) | Deutsche Niles-Werkzeugmaschinenfabrik, später AEG-Transformatorenfabrik Oberschöneweide          | Verwaltungsgebäude (Nr. 83), 1899 von Paul Tropp, Erweiterung 1922 von Jean Krämer (Lage) |                                          |
| 09020121 | Wilhelminenhofstraße 83–85 Edisonstraße 1–8 (Lage) | Deutsche Niles-Werkzeugmaschinenfabrik, später AEG-Transformatorenfabrik Oberschöneweide          | Beamtenwohnhaus (Nr. 85), 1898–1899 von Paul Tropp (Lage) |                                          |
| 09020121 | Wilhelminenhofstraße 83–85 Edisonstraße 1–8 (Lage) | Deutsche Niles-Werkzeugmaschinenfabrik, später AEG-Transformatorenfabrik Oberschöneweide          | Kantine (Nr. 79), 1899 von Paul Tropp (Lage) |                                          |
| 09020121 | Wilhelminenhofstraße 83–85 Edisonstraße 1–8 (Lage) | Deutsche Niles-Werkzeugmaschinenfabrik, später AEG-Transformatorenfabrik Oberschöneweide          | Kraftzentrale, 1926–1928 von Walter Klingenberg und Werner Issel (Lage) |                                          |
| 09020121 | Wilhelminenhofstraße 83–85 Edisonstraße 1–8 (Lage) | Deutsche Niles-Werkzeugmaschinenfabrik, später AEG-Transformatorenfabrik Oberschöneweide          | Schmiede (Nr. 77) und Modelllagergebäude (Nr. 76), 1898–99 von Paul Tropp, Umbau 1909 und 1911 |                                          |
| 09020121 | Wilhelminenhofstraße 83–85 Edisonstraße 1–8 (Lage) | Deutsche Niles-Werkzeugmaschinenfabrik, später AEG-Transformatorenfabrik Oberschöneweide          | Modelltischlerei, 1898–99 von Paul Tropp, Umbau 1921 |                                          |
| 09020121 | Wilhelminenhofstraße 83–85 Edisonstraße 1–8 (Lage) | Deutsche Niles-Werkzeugmaschinenfabrik, später AEG-Transformatorenfabrik Oberschöneweide          | Neue Montagehalle, 1915–1916 von Paul Tropp (Lage) |                                          |
| 09020121 | Wilhelminenhofstraße 83–85 Edisonstraße 1–8 (Lage) | Deutsche Niles-Werkzeugmaschinenfabrik, später AEG-Transformatorenfabrik Oberschöneweide          | Spreegebäude (Nr. 59), 1926, 1939 von Paul Sellmann |                                          |
| 09020121 | Wilhelminenhofstraße 83–85 Edisonstraße 1–8 (Lage) | Deutsche Niles-Werkzeugmaschinenfabrik, später AEG-Transformatorenfabrik Oberschöneweide          | Großtransformatorenhalle (Nr. 7, 8), 1926–27 von Ernst Ziesel (Lage) |                                          |
| 09020121 | Wilhelminenhofstraße 83–85 Edisonstraße 1–8 (Lage) | Deutsche Niles-Werkzeugmaschinenfabrik, später AEG-Transformatorenfabrik Oberschöneweide          | Produktionsgebäude (Nr. 10, 120), 1938–1939 von Paul Sellmann |                                          |
| 09020121 | Wilhelminenhofstraße 83–85 Edisonstraße 1–8 (Lage) | Deutsche Niles-Werkzeugmaschinenfabrik, später AEG-Transformatorenfabrik Oberschöneweide          | Halle (Nr. 3, 4, 6), 1938–39 von Paul Sellmann |                                          |
| 09020121 | Wilhelminenhofstraße 83–85 Edisonstraße 1–8 (Lage) | Deutsche Niles-Werkzeugmaschinenfabrik, später AEG-Transformatorenfabrik Oberschöneweide          | Verwaltungsgebäude mit Treppenturm und Werkstattgebäude (1, 2, 5), 1938–39 von Paul Sellmann |                                          |
| 09020121 | Wilhelminenhofstraße 83–85 Edisonstraße 1–8 (Lage) | Deutsche Niles-Werkzeugmaschinenfabrik, später AEG-Transformatorenfabrik Oberschöneweide          | Verwaltungs- und Sozialgebäude (Nr. 44), 1941 von Paul Sellmann |                                          |
| 09020128 | Wilhelminenhofstraße 88–89 (Lage) | Gasanstalt Oberspree                                                                              | Maschinen- und Apparatehaus, erbaut 1898–1899 von Schulz & Schlichting, 1906 von Heinrich Lehmann aufgestockt |                                          |
| 09020128 | Wilhelminenhofstraße 88–89 (Lage) | Gasanstalt Oberspree                                                                              | Hochdruckanlage, 1906 von Heinrich Lehmann |                                          |
| 09020128 | Wilhelminenhofstraße 88–89 (Lage) | Gasanstalt Oberspree                                                                              | Lager- und Sozialgebäude, 1941 von Paul Fr. Neiss |                                          |
| 09020128 | Wilhelminenhofstraße 88–89 (Lage) | Denkmalverlust: Kesselhaus & Retortenhaus                                                         | Kesselhaus erbaut 1905 von Paul Karchow, Umbau 1920 |                                          |
| 09020128 | Wilhelminenhofstraße 88–89 (Lage) | Denkmalverlust: Kesselhaus & Retortenhaus                                                         | Retortenhaus, erbaut 1898–1899 von Schulz & Schlichting, Umbau 1920 & 1940, mussten einem Parkplatz, Kino und Gewerbeflächen weichen                                                                                |                                          |
| 09020133 | Wilhelminenhofstraße 89A (Lage) | Norddeutsche Eisenwerke, später ADMOS                                                             | Verwaltungsgebäude, 1906 von Bruno Nerlich |                                          |
| 09020133 | Wilhelminenhofstraße 89A (Lage) | Norddeutsche Eisenwerke, später ADMOS                                                             | Gießerei und Werkstatt, 1941 von Paul Fr. Neiss |                                          |
| 09020103 | Wilhelminenhofstraße 91 (Lage) | Färberei Nalepa                                                                                   | Färbereigebäude mit Kreuzgratgewölbe, vor 1885 |                                          |
| 09020103 | Wilhelminenhofstraße 91 (Lage) | Färberei Nalepa                                                                                   | Produktionshallen, 1903 |                                          |
| 09020103 | Wilhelminenhofstraße 91 (Lage) | Färberei Nalepa                                                                                   | Wohnhaus, 1903 |                                          |
| 09020103 | Wilhelminenhofstraße 91 (Lage) | Färberei Nalepa                                                                                   | historisches Pflaster, Gleise und Drehscheibe der Werksbahn |                                          |
| 09020104 | Wilhelminenhofstraße 92 (Lage) | Deutsche Kupferwerke Oberschöneweide                                                              | Verwaltungsgebäude, 1897–1898 |                                          |
| 09020104 | Wilhelminenhofstraße 92 (Lage) | Deutsche Kupferwerke Oberschöneweide                                                              | Gießerei, 1897–1898 |                                          |
| 09020104 | Wilhelminenhofstraße 92 (Lage) | Deutsche Kupferwerke Oberschöneweide                                                              | Glüh- und Kesselhaus, 1897–1898 |                                          |
| 09020104 | Wilhelminenhofstraße 92 (Lage) | Deutsche Kupferwerke Oberschöneweide                                                              | Blechwalzwerk und Gießhaus für Messing, 1899–1900 von Robert Buntzel |                                          |
| 09020104 | Wilhelminenhofstraße 92 (Lage) | Deutsche Kupferwerke Oberschöneweide                                                              | historisches Pflaster und Gleise |                                          |
| 09020135 | Zeppelinstraße 11/71 An der Wuhlheide 2/22 Fontanestraße 8–12C Roedernstraße 8–13, 14A, 14B (Lage)                                                                    | Siedlung Oberschöneweide                                                                          | 1915 Planung von Peter Behrens, Ausführung 1919–1921 von Peter Behrens und J. Th. Hamacher, Erweiterung 1921–1923 von Hans Spitzner                                                                                 |                                          |
| 09020135 | Zeppelinstraße 11/71 An der Wuhlheide 2/22 Fontanestraße 8–12C Roedernstraße 8–13, 14A, 14B (Lage)                                                                    | Siedlung Oberschöneweide                                                                          | Erweiterung (Reihenhäuser), 1921–1923 von Hans Spitzner |                                          |
| 09020137 | Zeppelinstraße 73/87 An der Wuhlheide 26/40 Fontanestraße 3–7 Triniusstraße 10–11A (Lage)                                                                             | Siedlung Gebag                                                                                    | 1924–1925 von Jean Krämer; 1928–1930 von Ernst Ziesel |                                          |

## Baudenkmale
| Nr.      | Lage                                            | Offizielle Bezeichnung                               | Beschreibung | Bild                                                                             |
| -------- | ----------------------------------------------- | ---------------------------------------------------- | --- | -------------------------------------------------------------------------------- |
| 09020167 | An der Wuhlheide 192/194 (Lage)                 | Bootshaus Elektra                                    | 1910–1912 von Peter Behrens mit Charles-Édouard Jeanneret-Gris (Le Corbusier) für die Berliner Rudergesellschaft Elektra der Angestellten und Beamten der AEG und Berliner Elektricitäts-Werke |                                                                                  |
| 09020167 | An der Wuhlheide 192/194 (Lage)                 | Bootshaus Elektra                                    | Gartenanlage, 1910–1912 von Peter Behrens |                                                                                  |
| 09020096 | An der Wuhlheide 210 (Lage)                     | Pavillon                                             | um 1900, hier aufgestellt 1939–1943 |                                                                                  |
| 09045760 | An der Wuhlheide 238 (Lage)                     | Villa Frieske                                        | 1877 von Hermann Dorn |                                                                                  |
| 09020168 | Edisonstraße 15 (Lage)                          | Villa Deul                                           | 1893 von Robert Buntzel, 1916 Umbau zur Falken-Apotheke |                                                                                  |
| 09020182 | Edisonstraße 62 Wilhelminenhofstraße 15 (Lage)  | Mietshaus                                            | 1898–1899 |                                                                                  |
| 09020087 | Firlstraße (Lage)                               | Ev. Christuskirche                                   | 1906–1908 von Robert Leibnitz (siehe auch Gartendenkmal Firlstraße) |                                                                                  |
| 09020088 | Firlstraße 16 Griechische Allee 53 (Lage)       | Gemeindehaus                                         | 1926–1928 von Albert Eveking |                                                                                  |
| 09020170 | Gaußstraße 1 Keplerstraße 10 (Lage)             | Gemeindeschule und Oberschule                        | 1906–1907 von J. Th. Hamacher | 3. Gemeindeschule Oberschöneweide & Oberschule Paul Robeson Denkmal-Nr. 09020170 |
| 09020183 | Griechische Allee 14 Parsevalstraße 2–4 (Lage)  | Mietshaus                                            | 1911 von Emil Brandau |                                                                                  |
| 09020171 | Griechische Allee 22 Schillerpromenade 1 (Lage) | Postamt Oberschöneweide                              | 1909–1910 von Hermann Struve |                                                                                  |
| 09020173 | Nalepastraße 203/209 (Lage)                     | 6. und 7. Gemeindeschule                             | 1912–1914 von J. Th. Hamacher |                                                                                  |
| 09020174 | Nixenstraße 2 (Lage)                            | Ruderklub Berliner Ruder-Gesellschaft von 1884 e. V. | Boots- und Vereinshaus, 1910 von Emil Frey |                                                                                  |
| 09020179 | Schillerpromenade 11–12 (Lage)                  | Mietshaus                                            | 1922–1923 von Jean Krämer |                                                                                  |
| 09020190 | Siemensstraße Karlshorster Straße (Treptow) ()  | Stubenrauchbrücke                                    | 1908–1909 von Karl Bernhard |                                                                                  |
| 09020180 | Siemensstraße 22 (Lage)                         | Feuerwache                                           | Spritzenhaus, 1899 von Heinrich Lehmann |                                                                                  |
| 09020180 | Siemensstraße 22 (Lage)                         | Teilverlust:                                         | Nebengebäude, vor 2000 abgerissen |                                                                                  |
| 09020184 | Wilhelminenhofstraße 46 (Lage)                  | Mietshaus mit Seitenflügel                           | 1905 von Gottfried Klemm |                                                                                  |
| 09020184 | Wilhelminenhofstraße 46 (Lage)                  | Mietshaus mit Seitenflügel                           | Gartenmauern |                                                                                  |
| 09020165 | Zeppelinstraße 76/80 (Lage)                     | Realgymnasium Oberschöneweide                        | Hauptgebäude, 1910–1911 von J. Th. Hamacher |                                                                                  |
| 09020165 | Zeppelinstraße 76/80 (Lage)                     | Realgymnasium Oberschöneweide                        | Turnhalle, 1910–1911 von J. Th. Hamacher |                                                                                  |
| 09020165 | Zeppelinstraße 76/80 (Lage)                     | Realgymnasium Oberschöneweide                        | Direktorenwohnhaus, 1910–1911 von J. Th. Hamacher |                                                                                  |

## Gartendenkmale
| Nr.      | Lage                                                | Offizielle Bezeichnung           | Beschreibung                                                             | Bild |
| -------- | --------------------------------------------------- | -------------------------------- | ------------------------------------------------------------------------ | ---- |
| 09046018 | An der Wuhlheide (Lage)                             | Pionierpark Ernst Thälmann       | Freizeit- und Erholungspark, 1951 von Reinhold Lingner                   |      |
| 09046018 | An der Wuhlheide (Lage)                             | Pionierpark Ernst Thälmann       | Wegeachse zur Freilichtbühne                                             |      |
| 09046018 | An der Wuhlheide (Lage)                             | Pionierpark Ernst Thälmann       | Freilichtbühne (Parkbühne Wuhlheide)                                     |      |
| 09046018 | An der Wuhlheide (Lage)                             | Pionierpark Ernst Thälmann       | Badesee mit Liegewiese                                                   |      |
| 09046019 | An der Wuhlheide Eichgestell, Straße zum FEZ (Lage) | Volkspark Wuhlheide              | 1923, um 1932 von Ernst Harrich                                          |      |
| 09046019 | An der Wuhlheide Eichgestell, Straße zum FEZ (Lage) | Volkspark Wuhlheide              | Eichgestell zwischen Treskowallee und Straße zum FEZ, seit 1730          |      |
| 09046023 | Firlstraße (Lage)                                   | Kirchplatz an der Christuskirche | 1907–1908 von Robert Leibnitz (siehe auch Baudenkmal Firlstraße, Kirche) |      |
| 09046023 | Firlstraße (Lage)                                   | Kirchplatz an der Christuskirche | Denkmal, um 1920                                                         |      |
| 09046027 | Helmholtzstraße 5 (Lage)                            | Gartenhof                        | 1903 von Max Stutterheim (?) (siehe Gesamtanlage Helmholtzstraße 5/9)    |      |

## Bodendenkmale
| Nr.      | Lage                | Offizielle Bezeichnung                                                                        | Beschreibung | Bild |
| -------- | ------------------- | --------------------------------------------------------------------------------------------- | ------------ | ---- |
| 09020108 | An der Wuhlheide () | Gemeinschaftslager Karlshorst, Gelände des ehem. Reichsbahn-Arbeitslagers für Kriegsgefangene | 1940–1945    |      |
| 09020107 | Treskowallee ()     | GBI-Lager Nr. 77/78, Gelände des ehem. Zwangsarbeiterlagers                                   | 1940–1945    |      |